# Komafest
Komafest (Norvegiană: Coma party) era un eveniment de artă urbană și graffiti  organizat în Vardø, Norvegia. Zeci de clădiri, majoritatea abandonate, erau decorate de artiști internaționali în perioada 5 - 21 iulie 2012, culminând cu o mare inaugurare și un tur al orașului la care au participat sute de oameni.
Evenimentul a fost organizat și supravegheat de faimosul artist urban, norvegianul "Pøbel". Artiștii participanți au fost Stephen Powers (USA), "Vhils" (Portugalia), "Roa" (Belgia), Atle Østrem (Norvegia), "Ethos" (Brazilia), "E. B. Itso", "Husk mit navn" (ambii din Danemarca), "Horfe", Ken Sortais, "Remed" (toți din Franța) și  Conor Harrington (Irlanda).

## Istoric
Vardø este orașul din extremitatea de nord-est a Norvegiei. Trațional o comunitate în care pescuitul se practica intensiv , între anii 1960 și 2000, populația oscila. În anul 2012, a rămas constant,  Vardø având în acest moment 2 122 locuitori. Din cauza declinului populației, Vardø a rămas cu multe clădiri goale, în diferite stagii de degradare. "Pøbel" a vrut sa organizeze, la o scală mai mare, continuarea asa numitului proiect "Getto spedalsk" ("Ghetto leperous") , unde el si colaboratorul sau, "Dolk" au pictat clădiri abandonate din Insulele Lofoten.
Dupa asigurarea cooperării dezvoltatorilor locali in primăvara lui 2012, proiectul a început să obțină permisiunea de la proprietarii individuali pentru a decora clădiri. Numele de "Komafest" are effect in legatura cu noțiunea de case fiind trezite din somnul lor de către activitate.

## Festivalul
Deși finanțarea substanțială a fost asigurată, printre alții, de Centrul Artiștilor din Nordul Norvegiei, o mare parte din activitatea de zi cu zi s-a bazat pe voluntariat și pe  folosirea gratuită a echipamentelor grele aflate proprietate privată, inclusiv ascensoare și macarale. "Pøbel" însuși a insistat ca festivalului să fie la fel de mult despre localnici cât și  despre oraș, așa cum a fost arta, spunând că spera ca evenimentul să fie un catalizator pentru renovări și să crească entuziasmul privind istoria locală. locală. La început, Cinematograful municipal vechi de 100 de ani, închis de peste 20 de ani și folosit ca un depozit, a fost golit și folosit pentru a găzdui o prelegere a autorului Tristan Manco și pentru a ecraniza filme cu artă stradală.
După weekend-ul de deschidere, festivalul a obținut finanțare, echipamente și permisiunea politică de a realiza ideea îndelung planificată de plantare a unui autobuz vechi de lângă tunelul subacvatic care duce la Vardø. Autobuzul a fost folosit anterior pentru a transporta familiile și bunurile lor Vardø timpul erei de de-depopulare in masă.